# I.s.h.med
i.s.h.med (alte Schreibweise IS-H*med) ist ein klinisches Informationssystem von Oracle Cerner, das an der SAP IS-H Branchenlösung für Gesundheitseinrichtungen andockt und so ein Krankenhausinformationssystem (KIS) ergibt. Der Name setzt sich aus „IS“ für SAP-Branchenlösungen (Industry Solution) und „H“, für Healthcare – also Krankenversorgung und Gesundheitsvorsorge – zusammen. 
Die Software befindet sich laut Hersteller in mehr als 500 Krankenhäusern und Betreibern im Einsatz.
Im Oktober 2022 wurde bekannt, dass SAP die Branchenlösung IS-H mit Ablauf der Wartung für die SAP Business Suite (2027 bzw. 2030) in der bisherigen Form nicht mehr anbieten wird. Damit entfällt die technische Grundlage für i.s.h.med.

## Geschichte
IS-H*med wurde seit den 90ern von der Gesellschaft für Systemforschung und Dienstleistungen im Gesundheitswesen (GSD), SAP und T-Systems Austria entwickelt. 2007 wurde GSD von Siemens Medical Solutions übernommen, 2009 hat Siemens den 50%-Anteil von T-Systems aufgekauft. Im Februar 2015 übernahm Cerner den Bereich Health Services von Siemens, und damit auch das mittlerweile zu i.s.h.med umbenannte Produkt. 2022 übernahm Oracle die Firma Cerner.

## Aufbau
Neben anderen Anbietern findet das Produkt, zusammen mit SAP als der ERP-Basis-Software – dem R3 oder früher auch R2, als Middleware – weite Verbreitung.
Das System ist in der proprietären Programmiersprache ABAP entwickelt. Es bietet Schnittstellen zur Erweiterung der vorhandenen Funktionalitäten sowie zur Anbindung fremder Software.
Nach dem Anpassen an die kundenspezifischen Besonderheiten und dem Ausliefern dieser angepassten Konfiguration folgen die lebenslange Wartung und die Anbindung anderer medizinischer Subsysteme – wie RIS, LIS etc. Das Einspielen von Daten aus medizinischen Geräten liefert sog. Vitalzeichen.
Ein sogenanntes PMD (Parametrierte medizinische Dokumente)-Framework bietet die Möglichkeit Eingabemasken zu entwickeln, die neben der Persistenz und der Eingabelogik Mechanismen für eine Dokumentenechtheit integrieren. Für die PMD existieren zwei Generatorversionen. Der Entwickler muss sich bei Generatorversion 1 noch sehr stark an die Framework-Logik anpassen. Generatorversion 2 bietet eine klarer definierte Schnittstelle in Form von überladenen Methoden, obwohl das Framework keine objektorientierte Programmierung erzwingt.
Anwendungsseitig lässt sich der integrierte klinische Arbeitsplatz durch seine Sichten gliedern. Diese Sichten entsprechen Aufgabenbereichen, die wiederum gewissen Anwendungsbereichen zugeordnet werden. Die Sichten sind Berufsgruppen, die gewisse Rollen einnehmen, zugeordnet. Es ist daher umgekehrt möglich über Rollen Berufsgruppen zu definieren, die in der Realität vereinzelten oder wiederkehrenden Berufen im Betrieb zugeordnet werden können. Durch dieses Rollenkonzept ist eine umfangreiche Abbildung der Benutzer, respektive ihrer Berechtigungen im System möglich. Konzepte aus der Objektorientierten Programmierung, wie Wiederverwendung durch Vererbung können Redundanzen vermeiden, was die Wartbarkeit erhöht und die Transition der Konzeptionellen- auf die Implementierungsebene erleichtert.

## Besonderheiten
Das System ist durch die verwendete Programmiersprache ABAP (eine objektorientierte Sprache und 4th Generation Language) – die zwar in einen Zwischencode übersetzt wird – als Quellcode dennoch im Klartext lesbar. Es existiert keine frei verfügbare Anwender- und Entwicklerdokumentation. Analog zum Key-User Konzept für Systemanwender werden für Entwickler Dokumentationen und Schulungen vom Hersteller in Seminarform angeboten.